# 鋸鰭愚首鱈
鋸鰭愚首鱈，為輻鰭魚綱鱈形目鼠尾鱈科的其中一種，分布於西太平洋東印度群島及菲律賓海域，屬深海底棲性魚類，深度可達1473公尺，體長可達22.5公分，棲息在底中層水域，生活習性不明。

## 扩展阅读
維基物種上的相關：鋸鰭愚首鱈